# Prerogativa reale
La prerogativa reale è un corpo consuetudinariodi autorità, privilegi e immunità, riconosciute dal common-law (e talvolta da giurisdizioni di diritto civile in ordinamenti statuali monarchici) come appartenenti esclusivamente alla figura del sovrano e che sono ampiamente diventati di competenza del governo.
Questo è il modo in cui vengono messi in atto alcuni poteri esecutivi del governo, posseduti e conferiti ad una monarchia, con riferimento al processo di governance dello stato. Le prerogative individuali possono essere abrogate dal Parlamento, anche se esiste una procedura speciale nel Regno Unito.
Sebbene in alcune repubbliche i capi di stato abbiano poteri simili, le preogative non coincidono e contengono una serie di differenze fondamentali.

## Regno Unito

### Storia
In Inghilterra, i poteri di prerogativa erano originariamente esercitati dal monarca che agiva da solo, senza alcun obbligo richiesto dal parlamento o dalla Magna Carta. Tuttavia, dall'avvento della Casa di Hannover, sono generalmente esercitati su consiglio del primo ministro o Gabinetto, che è di per sé responsabile al Parlamento, tranne che in materia di famiglia reale, almeno dal tempo della Regina Vittoria.
Generalmente, nelle democrazie liberali che sono monarchie costituzionali, come la Danimarca, il Giappone o la Svezia, la prerogativa reale svolge una funzione cerimoniale prescritta dal potere statale.

### Definizione
Nel Regno d'Inghilterra (fino al 1707), nel Regno di Gran Bretagna (1707-1800) e nel Regno Unito (dal 1801), la prerogativa reale era storicamente una delle caratteristiche centrali del governo del Regno.
Il teorico costituzionale Albert Dicey fornisce la definizione standard di quali sono i poteri della prerogativa:
Lo scopo della prerogativa reale è difficile da determinare. È chiaro che l'esistenza e l'estensione del potere è una questione di diritto comune, che obbliga i tribunali a garantire che l'arbitro finale verifichi o meno un determinato tipo di prerogativa.

### Esercizio ministeriale delle prerogative del monarca
Oggi alcune prerogative sono esercitate direttamente dai ministri senza l'approvazione del Parlamento, incluso nel Regno Unito il potere di regolare il servizio pubblico, per quanto riguarda la questione dei passaporti. Alcuni poteri di prerogativa sono esercitati nominalmente dal monarca, ma su consiglio del Primo Ministro, con il quale il monarca si riunisce settimanalmente, e su consiglio dell'Ufficio del Regno Unito. Alcune aree chiave del sistema di governo del Regno Unito sono ancora ottenute come parte della prerogativa reale, ma il loro uso sta gradualmente diminuendo con funzioni legali.
Contrariamente alla credenza popolare, la prerogativa reale non è illimitata dal punto di vista costituzionale. Sebbene il governante abbia il diritto di adottare (cioè creare e proclamare) una nuova legge, è una forma di riserva di energia inutilizzata. (Sua Maestà, come Capo di Stato del Regno Unito e altri Regni del Commonwealth, ha il diritto di usare la Prerogativa Reale su qualsiasi nazione in cui è Capo dello Stato.)
Nel Case of Proclamations (1611) sotto il regno di Giacomo I, i giudici di common law dei tribunali inglesi insistevano sul fatto che avevano il diritto di determinare i limiti della prerogativa reale. Dalla Gloriosa rivoluzione (1688), i monarchi Maria II e Guglielmo III furono portati al potere; Questa interpretazione dell'esistenza di un sistema giudiziario separato e distinto non è stata contestata dalla Corona.

## Regno d'Italia
Lo Statuto Albertino assegnava al re diverse prerogative e gli garantiva immunità politica e giudiziaria per ogni suo atto (articoli dal 4 al 9).
(Articolo 4)
Quest'espressione è ripresa dalle costituzioni francesi come quella del 1791 e del 1814.
In seguito si andò verso la vera e propria irresponsabilità regia ("il re regna ma non governa").

## Canada
In Canada, la prerogativa reale è in gran parte identica a quella del Regno Unito, limitata da una convenzione costituzionale, sebbene il suo esercizio sia affidato al Governatore Generale del Canada o al Luogotenente Governatore delle province e dei territori del Canada. La prerogativa reale in Canada è ampiamente stabilita nella Parte III del Constitution Act, 1867 in particolare l'articolo 9. Altri articoli, come il 15, stabiliscono la prerogativa reale per quanto riguarda le Forze armate. La Royal Prerogative in Canada si estende all'assegnazione degli onori, come spiegato dalla Corte d'appello dell'Ontario su Black v. Chrétien (su Conrad Black che ha il diritto di essere nominato alla Camera dei Lord come cittadino canadese), altre prerogative reali, come ad esempio la prerogativa della misericordia, sono applicabili anche nel contesto canadese.
Il potere di rilasciare passaporti rimane anche sotto la prerogativa reale in Canada. Le condizioni per il rilascio dei passaporti da parte del Ministro degli Affari Esteri a nome della Corona sono stabilite nel Canadian Passport Order.

## Altri reami del Commonwealth
Negli altri reami del Commonwealth, la prerogativa reale è molto diversa da quella del Regno Unito ed è esercitata dal rappresentante del monarca, il governatore generale. La costituzione di un Regno del Commonwealth può limitare radicalmente la prerogativa dei mezzi che non si applicano nel Regno Unito, e molti atti governativi compiuti sotto la prerogativa del Regno Unito sono ben radicati nella Costituzione o nelle leggi del Parlamento nel Regno Unito sono resi effettivi dalla Costituzione o dalle leggi del Parlamento in un regno del Commonwealth.

## Spagna
La Costituzione spagnola del 1978, titolo II della Corona, articolo 62, definisce i poteri del re, mentre il titolo IV, governo e amministrazione, articolo 99, definisce il ruolo del re nel governo. Tuttavia, con una convenzione costituzionale stabilita da Juan Carlos I, il re esercita le sue prerogative su richiesta del consiglio del governo. Ricevere un consiglio governativo non vincola necessariamente il monarca in corsa al consiglio, tranne quando è prescritto dalla costituzione.
A. sanzionare e promulgare leggi;
B. convocare e sciogliere le Corti Generali e tenere elezioni alle condizioni previste dalla Costituzione;
C. convocare un referendum nei casi previsti dalla Costituzione;
D. nominare un candidato alla carica di Presidente del Governo e, se del caso, nominarlo o destituirlo secondo le disposizioni della Costituzione;
E. nominare e licenziare membri del Governo su proposta del suo Presidente;
F. promulgare i decreti concordati tra il Consiglio dei Ministri di Spagna per conferire ai civili lavori e premi militari, onori e distinzioni, in conformità con la legge;
G. di essere al corrente delle questioni di Stato e, a tal fine, di presiedere alle riunioni del Consiglio dei Ministri ogniqualvolta lo ritenga necessario, su richiesta del Presidente del Governo;
H. esercitare il comando supremo delle forze armate;
I. esercitare il diritto al perdono, in conformità con la legge, senza tuttavia autorizzare il perdono generale;
J. esercitare l'alto patronato della Accademia Reale.»